# اقتصاد ناورو
اقتصاد ناورو هو في المقام الأول مبني على أساس تعدين الفوسفات، والخدمات المصرفية في الخارج، ومنتجات جوز الهند. وقد تم استنفاد احتياطيات الفوسفات الابتدائي، وتوقف التعدين، ولكن في 06-2007 بدأ التعدين من طبقة أعمق من «الفوسفات الثانوي». ومن المؤمل أن هذا النشاط الاقتصادي قد يرفع ناورو من الدرجة السفلى للناتج المحلي الإجمالي للفرد الواحد. المصدر الرئيسي الوحيد للدخل الحكومي هو بيع حقوق الصيد في المياه الإقليمية ناورو.